# Valvettithurai
Valvettithurai o VVT (en tàmil: வல்வெட்டித்துறை, Valveṭṭittuṟai) és una petita ciutat costanera del litoral nord-oriental de la Península de Jaffna, al nord de Sri Lanka. La seva població pertany a la minoria ètnica de tàmils de religió hindú o catòlica. El sector productiu majoritari és l'agricultura, la pesca i el comerç.
Aquest indret és el lloc d'origen de dos grups insurgents: l'Organització d'Alliberament de Tamil Eelam (OATE) i els Tigres d'Alliberament de Tamil Eelam (TATE). Els líders rebels més preeminents, com ara el líder de l'OATE Kuttimani i Nadarajah Thangavelu, així com el líder dels TATE Velupillai Prabhakaran, hi van néixer.
La ciutat està al costat d'un riu anomenat Thondaiman Aru. Al naixement del riu s'hi pot trobar el popular temple hindú dedicat a Murugan conegut com a Selva Sannithy.